# Đức Hạnh, Bảo Lâm (Cao Bằng)
Đức Hạnh là một xã thuộc huyện Bảo Lâm, tỉnh Cao Bằng, Việt Nam.

## Địa lý
Xã Đức Hạnh nằm ở cực bắc của huyện Bảo Lâm, có vị trí địa lý:
- Phía đông giáp Trung Quốc và huyện Bảo Lạc
- Phía tây và phía bắc giáp tỉnh Hà Giang
- Phía nam giáp huyện Bảo Lạc và xã Lý Bôn.

Xã Đức Hạnh có diện tích 89,23 km², dân số năm 2019 là 5.822 người, mật độ dân số đạt 65 người/km².
Trên địa bàn xã có dãy núi Long Diên cùng một số đỉnh núi như Cốc Càng, Há Tư, Lũng Mần, Lũng Pịa, Ngàm Trái và lũng Già Phình, lũng Tru. Các dòng nước chảy trên địa bàn gồm sông Nho Quế, suối Cốc Pàng, suối Cốc Nhung, suối Ngàm Trái, suối Vác.

## Hành chính
Xã Đức Hạnh được chia thành 16 xóm: Cà Đổng, Cà Mèn, Cà Pẻn A, Cà Pẻn B, Chẻ Lỳ A, Chẻ Lỳ B, Cốc Lỳ, Cốc Nhung, Dình Phà, Hát Han, Khuổi Sang, Lũng Mần, Nà Hu, Nà Sa, Nà Sích, Nà Và.

## Lịch sử
Sau năm 1975, Đức Hạnh là một xã thuộc huyện Bảo Lạc.
Ngày 25 tháng 9 năm 2000, Chính phủ ban hành Nghị định số 52/2000/NĐ-CP về việc điều chỉnh xã Đức Hạnh thuộc huyện Bảo Lạc chuyển sang trực thuộc huyện Bảo Lâm mới thành lập.
Đến năm 2019, xã Đức Hạnh được chia thành 18 xóm: Cà Đổng, Cà Lung, Cà Pẻn A, Cà Pẻn B, Cốc phung, Đội Lỳ, Dình Phà, Ngàm Trái, Khuổi Sang, Khuổi Vác, Lũng Mần, Nà Sa, Nà Hu, Nà Và, Chẻ Lỳ A, Chẻ Lỳ B, Cà Mèng, Hát Han.
Cà Đổng, Cà Pẻn A, Cà Pẻn B, Cốc phung, Dình Phà, Khuổi Sang, Lũng Mần, Nà Sa, Nà Hu, Nà Và, Chẻ Lỳ A, Chẻ Lỳ B, Cà Mèng, Hát Han.
Ngày 9 tháng 9 năm 2019, Hội đồng Nhân dân tỉnh Cao Bằng ban hành Nghị quyết số 27/NQ-HĐND về việc:
- Giữ nguyên 14 xóm: Cà Đổng, Cà Pẻn A, Cà Pẻn B, Cốc phung, Dình Phà, Khuổi Sang, Lũng Mần, Nà Sa, Nà Hu, Nà Và, Chẻ Lỳ A, Chẻ Lỳ B, Cà Mèng, Hát Han
- Sáp nhập hai xóm Ngàm Trái và Đội Lỳ thành xóm Cốc Lỳ
- Sáp nhập hai xóm Khuổi Vác và Cà Lung thành xóm Nà Sích.